# Каролина Пантърс
Каролина Пантърс (на английски: Carolina Panthers) е отбор по американски футбол от Шарлът, Северна Каролина. Състезават се в Южната дивизия на Националната футболна конференция на Националната футболна лига.
Пантърс се присъединяват към НФЛ през 1995 заедно със Джексънвил Джагуарс. Класират се за плейофите още през втория си сезон в лигата – 1996, а през сезон 2003 печелят Националната футболна конференция (НФК), но губят Супербоул XXXVIII от Ню Инглънд Пейтриътс.
Каролина играят домакиснките си срещи на построения през 1996 Банк ъф Америка Стейдиъм с капацитет 73 778 души.

## Факти
Основан: през 1993
Основни „врагове“:: Атланта Фалкънс, Тампа Бей Бъканиърс, Ню Орлиънс Сейнтс, Далас Каубойс, Аризона Кардиналс
Носители на Супербоул: (0)
Шампиони на конференцията: (1)
- НФК: 2003

Шампиони на дивизията: (4)
- НФК Запад: 1996
- НФК Юг: 2003, 2008, 2013

Участия в плейофи: (5)
- НФЛ: 1996, 2003, 2005, 2008, 2013